# Malvastrum scorpioides
Malvastrum scorpioides là một loài thực vật có hoa trong họ Cẩm quỳ. Loài này được (Kuntze) K. Schum. mô tả khoa học đầu tiên năm 1898.